# Jozue II Kuareńczyk
Jozue II Kuareńczyk (gyyz; ኢያሱ, Iyasu II lub Ijasu II, nosił  przydomek Kuareńczyk ponieważ pochodził z ludu Kuara, imię tronowe Alem Seged gyyz; ዓለም ሰገድ, co znaczy "ten któremu kłania się świat", ur. 21 października 1723, zm. 27 czerwca 1755) – cesarz Etiopii w latach 1730–1755 z dynastii salomońskiej. Był najdłużej rządzącym władcą w Etiopii w XVIII wieku.

## Pierwsze lata panowania

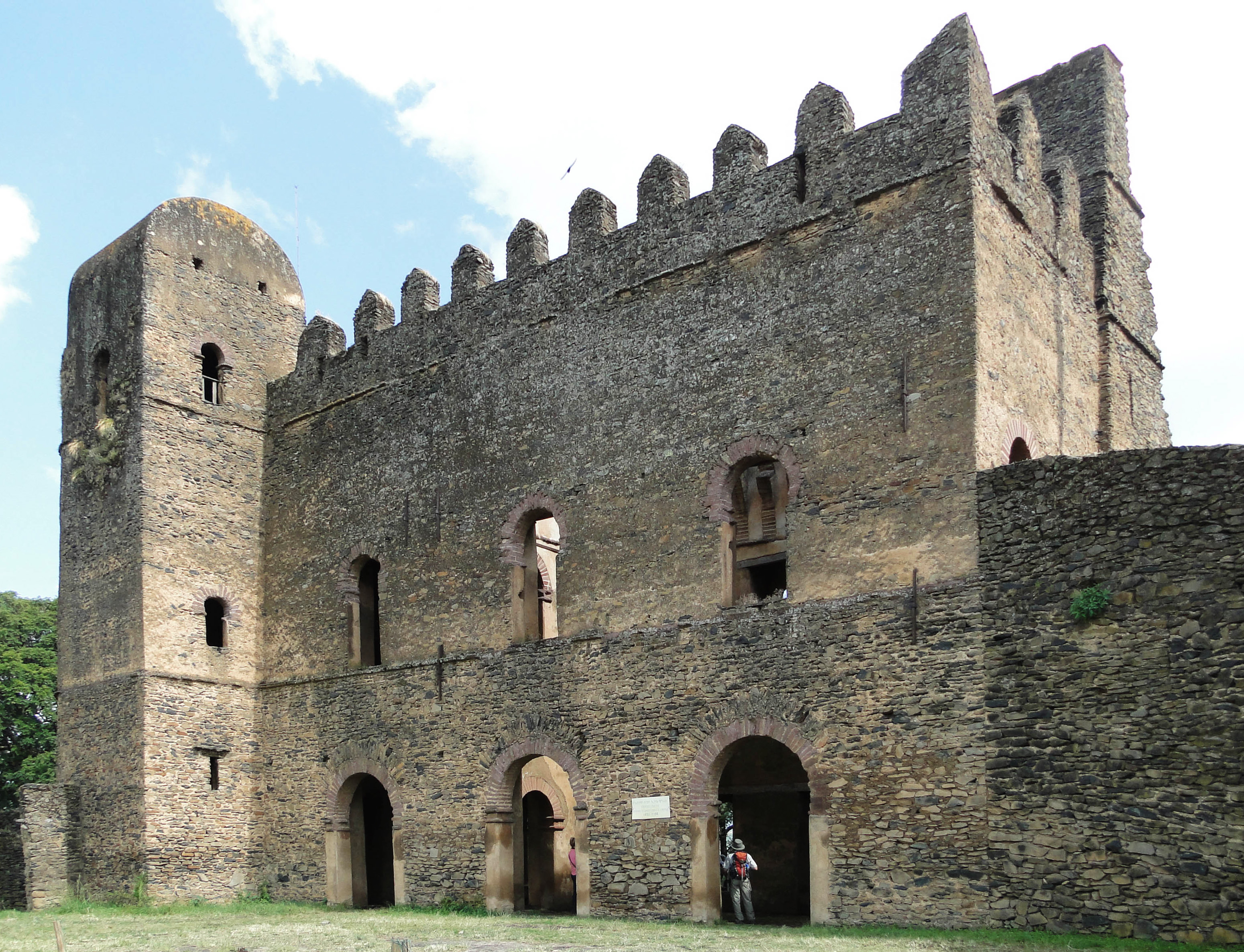
W pobliżu pałacu Fasil Ghebbi toczyły się walki wewnętrzne, w wyniku których Jozue II umocnił swoją pozycję w państwie

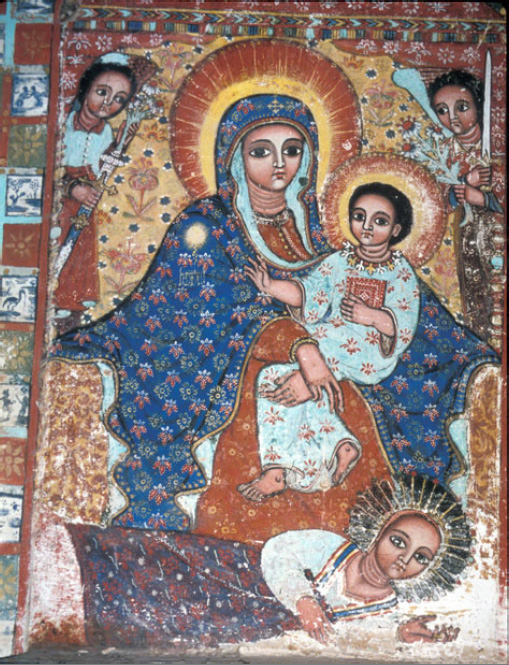
Cesarzowa Myntyuab ukazana u stóp Marii z Dzieciątkiem Jezus na rycinie z 1748

Po śmierci Bekaffy jego żona, Myntyuab przejęła rządy w swoje ręce. Ukrywała śmierć męża dopóty, dopóki nie sprowadziła z Kuara swoich krewnych. Gdy pozycja Kuareńczyków umocniła się na dworze w Gonderze, ogłosiła śmierć Bekaffy i mianowała nowym władcą swego syna Jozuego II, zwanego Kuareńczykiem. Na początku swojego panowania Jozue musiał walczyć z możnowładcami, którzy nie chcieli dopuścić do rządów ludu Kuara. Jako pierwszy rozpoczął rokosz ras bituedden Zegijorgis, wyruszając do Uehni Amba, aby sprowadzić stamtąd księcia Uelde Gijorgisa i osadzić go na tronie Etiopii. Pod Uehni Amba stoczyła się bitwa, którą ras Zegijorgis przegrał. Następnie walki wybuchły w Gonderze. Przeciwnikami Jozuego byli kolejno Hyzkyjas (pol. Ezechiasz), Mammo, oraz Eliasz. Cesarzowa Myntyuab oraz Jozue przeciągnęli na swoją stronę duchowieństwo. Abuna Krystodulos obwieścił, iż każdy kto zginie za cesarza, stanie się męczennikiem. Dzięki temu walki w Gonderze wygrał obóz cesarski.

## Małżeństwo
Kuareńczyk ożenił się z Uybit, córką jednego z dygnitarzy ludu Galla-Uello. Małżeństwo to było podyktowane sytuacją jaka zaistniała w polityce wewnętrznej. Jozue II musiał oprzeć swoje rządy na sojuszu z innym plemieniem. Kuara byli zbyt słabi i nie stanowili potęgi wśród innych rodów. Nie mogli znaleźć sojusznika u Tigrejczyków i Amharczyków, wobec czego sprzymierzyli się z ludnością Galla, stanowiącą stosunkowo nowy element etniczny.

## Wyprawy wojenne
Władca Szeua - Abidże nie chciał płacić daniny, wskutek czego wojska Jozuego wyprawiły się przeciw niemu, lecz przegrały walkę. Kuareńczyk nie dążył do zaostrzenia konfliktu i wycofał się z należnej sobie daniny. Kolejna wyprawa wojenna odbyła się przeciwko Arkiko i Massaua. Przywódcy tych północnych miast odpowiadali za rabowanie towarów wiezionych do Etiopii. Jozue poprosił zarządcę Tambien, rasa Mikaela Syula, aby zainterweniował, lecz Syul zwlekał z wyprawą przeciwko nadmorskim miastom. Gdy cesarz wyruszył na północ, Mikael Syul podburzył przeciwko niemu plemiona Galla-Raja i Galla-Azebo. Jozue II próbował nawiązać kontakt z Mikaelem Syulem i porozumieć się z nim. Zarządca Tambienu nie podejmował żadnych kroków. Dopiero gdy armia cesarska ruszyła ku Adui i gdy otoczyła górę Semajat, Mikael Syul poddał się i na znak skruchy uwiesił sobie kamień u szyi. Jozue nie skazał go na śmierć, lecz darował mu życie. W późniejszym czasie Syul stał się jedną z najważniejszych osób w państwie, jednak już po śmierci Kuareńczyka. Inną wyprawą wojenną cesarza była kampania przeciwko sułtanatowi Sannar, która zakończyła się zwycięstwem w bitwie nad rzeką Dindar w 1738. Ikona Chrystusa, oraz szczątki Prawdziwego Krzyża niesione przez Etiopczyków w trakcie bitwy, zostały ukradzione przez żołnierzy Sannaru. Jozue II wykupił je za 8 tysięcy uncji złota.

## Działalność kulturalna

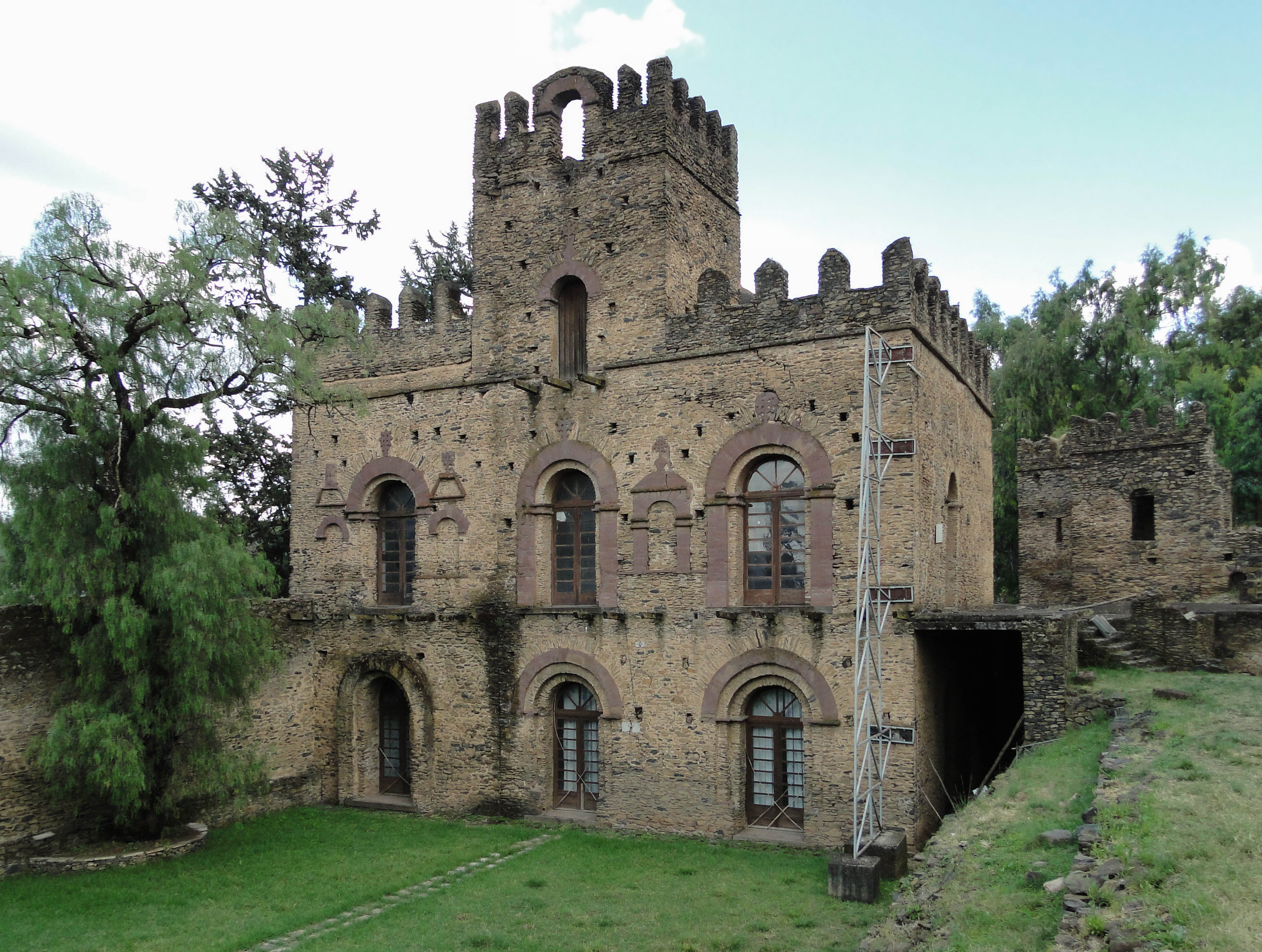
Pałac cesarski Fasil Ghebbi od frontu

Za czasów Jozue II swój renesans w Etiopii przeżyło malarstwo. Obok malowideł sakralnych, malowano liczne obrazy świeckie, podejmujące tematykę historyczną. Jozue II Kuareńczyk podniósł poziom oświaty i kultury w XVIII-wiecznej Etiopii. Zachęcał do nauki, wydając obwieszczenie według którego każdy kto zacznie się uczyć, będzie nagradzany posiłkami na cesarskim dworze. Najprostsze pożywienie otrzymywali początkujący adepci w czytaniu i pisaniu. Z biegiem studiów, otrzymywali coraz wykwintniejsze dania. Najbardziej wykwintne potrawy dostawali uczniowie, którzy po opanowaniu układania poezji, przeszli do studiowania ksiąg. Za czasów Kuareńczyka Gonder stał się ośrodkiem intelektualnym Etiopii. Na jego dworze utworzono wielkie zgromadzenie nauczycieli i uczniów. Jozue utrzymywał tłumaczy przekładających teksty z arabskiego na gyyz. Cesarz gromadził najznakomitsze dzieła do swojej biblioteki w klasztorze św. Gabriela na jednej z wysp Jeziora Tana. Wydawał także przyjęcia dla uczonych, poetów, kompozytorów i teologów. Na tych bankietach uczestnicy pili wino i układali wiersze o cesarzu i jego matce Myntyuab. Jozue II był człowiekiem łagodnym i nie skorym do zajmowania się wojnami, jeżeli nie musiał. Historyk Paul Henze napisał na temat Jozuego: 

[Cesarz] był krytykowany za poświęcanie zbyt dużo czasu na przyjemności (uwielbiał polować), oraz za wydawanie dużej części swojego budżetu na upiększanie stolicy, płacąc zagranicznym pracownikom i sprowadzając z Europy luksusowe przedmioty, ornamenty i lustra.

## Śmierć
Jozue II został otruty w 1755 roku. Przyczyną otrucia prawdopodobnie był zatarg pomiędzy nim a Myntyuab. Jego matka miała kochanka imieniem Mylmyl Iyasu (pol. Jozue Wybraniec), z którym miała kilka córek. Gdy cesarz dowiedział się o tym, zaprosił Mylmyla na spacer i kazał go strącić do jeziora. Miała się o tym dowiedzieć siostra zamordowanego. Dosypała ona Kuareńczykowi trucizny do posiłku, co miało być bezpośrednią przyczyną jego śmierci.

## Relacja Remediusa Prutkiego
W czasie rządów Jozuego II Kuareńczyka w 1752, do Etiopii przybył czeski franciszkanin - Remedius Prutky. Cesarz ugościł go na swoim dworze i prowadził z nim dysputy na temat religii i polityki. Prutky był w Etiopii popularny ze względu na swe medyczne umiejętności, jednak został poproszony o opuszczenie kraju razem ze swoimi dwoma towarzyszami podróży na życzenie etiopskiego duchowieństwa. Franciszkanin pozostawił opis cesarza:  

Kiedy młody Jozue osiągnął wiek ośmiu lat i zasiadł na tronie, jego matka rozdzieliła prowincje możnowładcom w taki sposób, że w czasie mojego pobytu, kiedy miał ponad trzydzieści lat, widziałem jak jego skarb się zmniejsza i rzadko wystarcza na jego zwykłe wydatki.